# Ripartites metrodii
Ripartites metrodii är en svampart som beskrevs av Huijsman 1960. Ripartites metrodii ingår i släktet Ripartites och familjen Tricholomataceae.   Inga underarter finns listade i Catalogue of Life.